# Untură

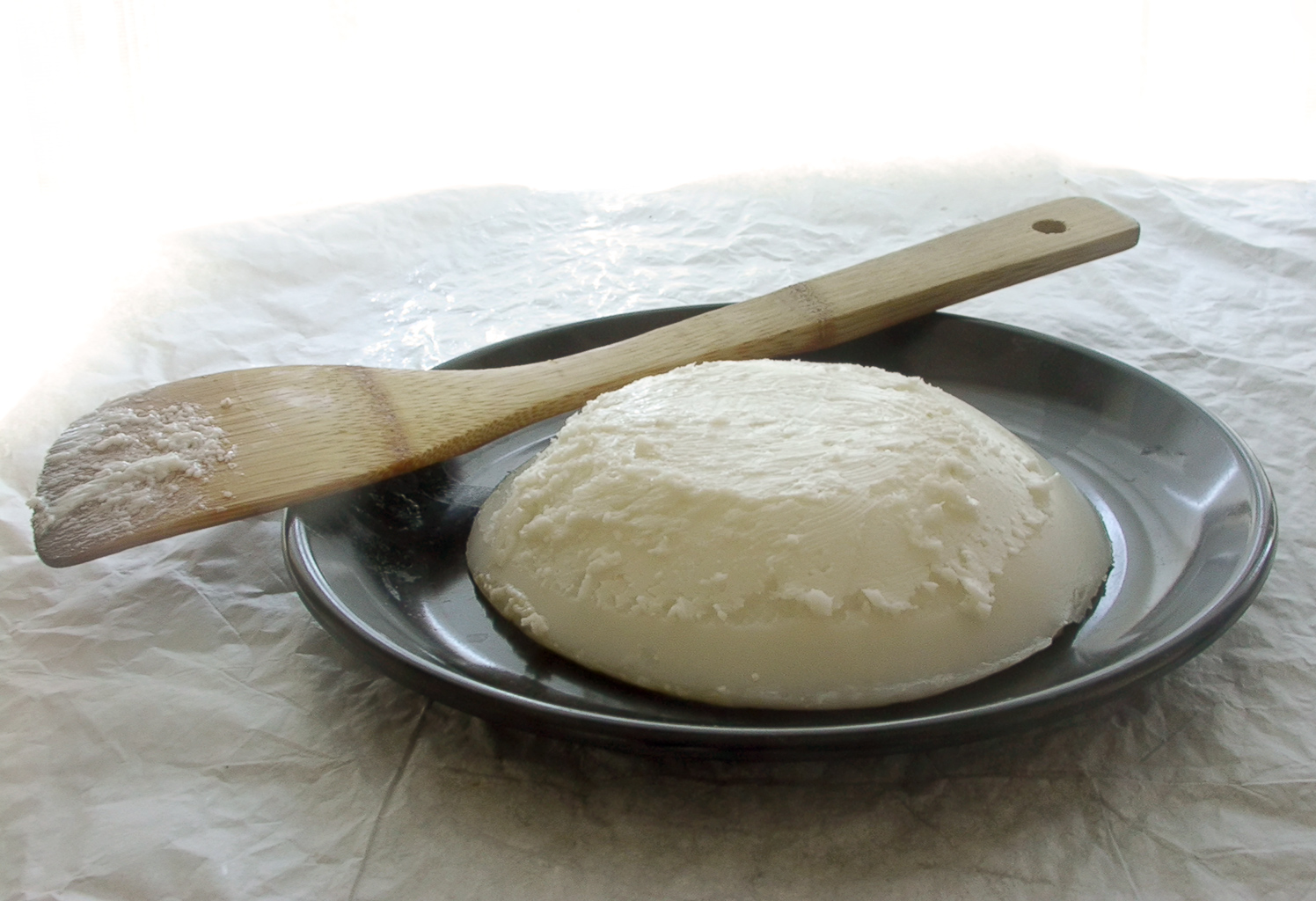
Untură de casă, din carne de porc, 18 februarie 2007.

Untura (din latină unctura) este o substanță grasă, insolubilă în apă, obținută prin topirea grăsimii animale și folosită în alimentație, în medicină, în industrie etc.
Untura topită este o grăsime comestibilă, solidă sau semisolidă, moale și cremoasă, de culoare albă, obținută din țesutul adipos al porcilor. În funcție de metoda de producție și țesutul adipos utilizat, se obțin diferite tipuri de untură topită. Cea mai bună calitate de untură este obținută în general prin topire pe cale uscată pornind de la grăsimea internă a abdomenului de porc. Cea mai mare parte a unturii este dezodorizată și, în unele cazuri, i se pot adăuga produse antioxidante pentru a preveni râncezirea.